# إيه إس 15 تي تي
إيه إس.15 و إيه إس.15 تي تي (بالإنجليزية: AS.15 and AS.15TT)‏ (بالفرنسية: "Tous Temps")‏، والتي تعنى «في جميع الأحوال الجوية»). هو صاروخ مضاد للسفن فرنسي الصنع. تم تطويره كبديل للصاروخ «إيه إس-12» (AS-12).

## الخدمة
دخل الصاروخ الخدمة في المملكة العربية السعودية في عام 1985، وأمرت بشراء 365 من هذه الصواريخ

## في الحرب
خلال حرب الخليج الثانية، وحسبما ذكرت والقوات البحرية الملكية السعودية فأنها إطلقت 15 صاروخا ضد 5 زوارق دورية عراقية. أطلق الصواريخ من مروحيات دوفين، وأسفرت عن اغراق 3 من تلك القوارب الصغيرة.

## المشغلين

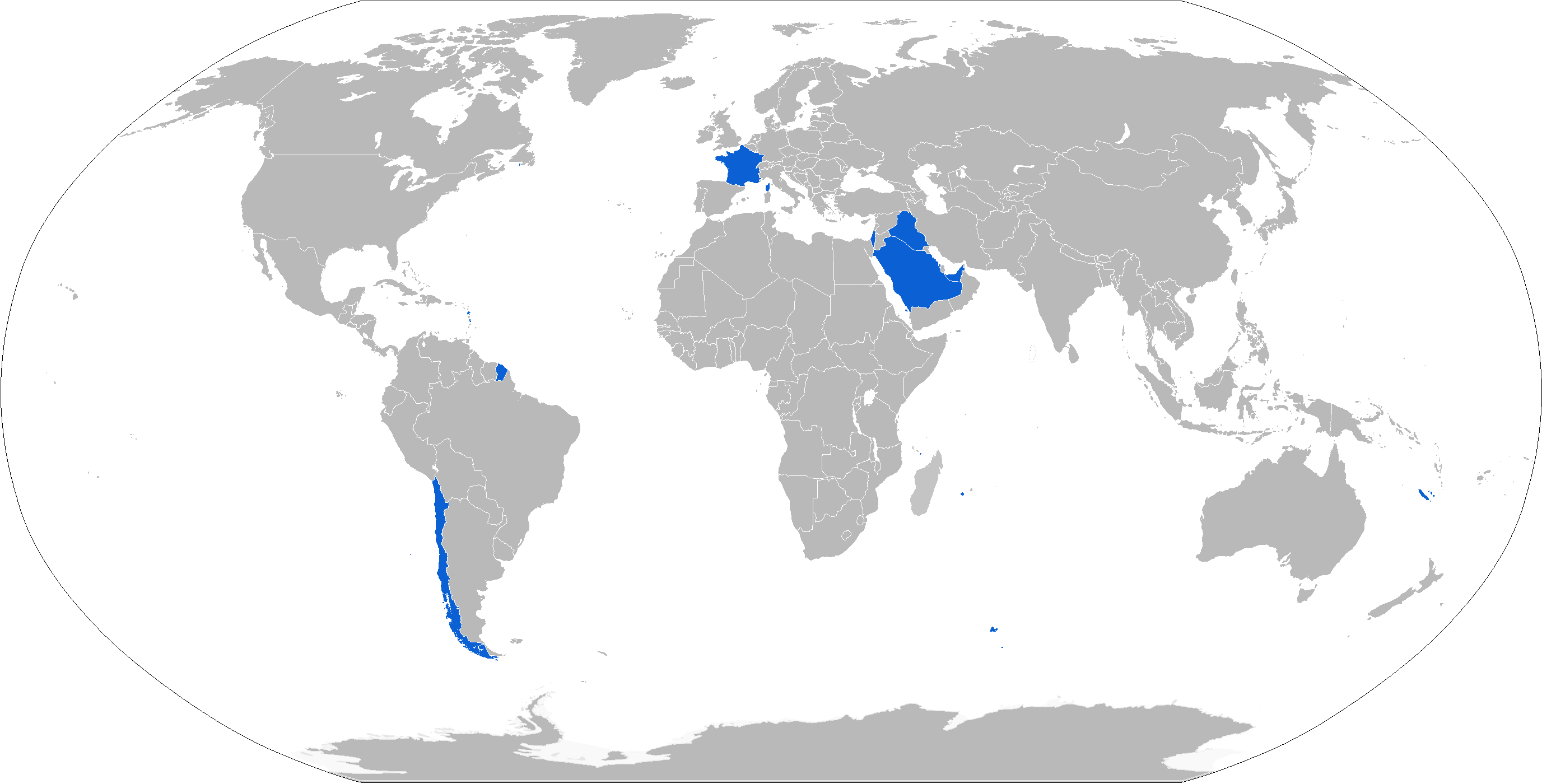
خريطة مشغلي إيه إس.15 تظهر باللون الازرق

### المشغلين الحاليين
البحرين20 صاروخ، لمروحيات يوروكوبتر إيه إس 365 دوفين.
 تشيليلمروحيات يوروكوبتر إيه إس 365 دوفين.
 فرنساالصاروخ أبدا دخلت الخدمة في بلد المنشأ. تم شراؤها فقط حوالي 32 صواريخ للبحرية الفرنسية، للتجربة.
 العراق60 صاروخ طلبت في عام 1989، وربما لم تسلم.
 إسرائيللمروحيات يوروكوبتر إيه إس 365 دوفين.
 المملكة العربية السعوديةطلبت في المرة الأولى 221 صاروخ في عام 1988، والمجموع الكلي المستلم كان بعدد 254 صاروخ. وتستخدم في مروحيات يوروكوبتر إيه إس 565 بانثر العاملة على متن الفرقاطات السعودية من فئة «المدينة المنورة» وقواعد الشاطئ.
 الإمارات العربية المتحدةطلبت في عام 1994، لتزويد 7 مروحيات يوروكوبتر إيه إس 565 بانثر.